# 安妮·李·庫珀
安妮·李·庫珀（英語：Annie Lee Cooper，1910年6月2日—2010年11月24日），阿拉巴馬州塞爾瑪人，是非裔美國民權運動家。

## 生平
庫珀出生於阿拉巴馬州塞爾瑪，是老查爾斯·威爾克森和露西·瓊斯的十個孩子之一。七年級時輟學，搬到肯塔基州與姐姐住在一起。後來她在賓夕法尼亞州與布拉德·庫珀結婚。
1962年，她回到塞爾瑪照顧年邁的母親。
1965年1月25日，庫珀等人在民權運動領袖小馬丁·路德·金恩的帶領下，前往達拉斯郡法院大樓排隊嘗試登記投票，在排了數小時的隊後，卻遭警長吉姆·克拉克驅離；庫珀與克拉克發生衝突，庫珀被克拉克毆打，並被拘禁，關押了11個小時後才被釋放。庫珀入獄期間，小馬丁·路德·金恩在布朗教堂發表演講，指出庫珀的入獄是不公平的。該起事件過後不久，庫珀便成為了阿拉巴馬州的登記選民。
2010年6月2日，她度過了百歲生日。同年11月24日，她在塞爾瑪去世。

## 影視形象
在2014年電影《逐夢大道》中，歐普拉·溫芙蕾飾演安妮·李·庫珀。